# Allemagne aux Jeux olympiques d'hiver de 2018
L'Allemagne participe aux Jeux olympiques d'hiver de 2018 à Pyeongchang en Corée du Sud du 9 au 25 février 2018. Il s'agit de sa douzième participation à des Jeux d'hiver.

## Participation
Aux Jeux olympiques d'hiver de 2018, les athlètes de l'équipe d'Allemagne participent aux épreuves suivantes : 
| Sport                                | Hommes | Femmes | Total |
| ------------------------------------ | ------ | ------ | ----- |
| Ski alpin                            | 7      | 7      | 14    |
| Biathlon                             | 6      | 6      | 12    |
| Bobsleigh                            | 12     | 6      | 18    |
| Ski de fond                          | 9      | 7      | 16    |
| Patinage artistique                  | 4      | 4      | 8     |
| Ski acrobatique                      | 3      | 6      | 9     |
| Hockey sur glace                     | 25     | 0      | 25    |
| Luge                                 | 7      | 3      | 10    |
| Combiné nordique                     | 5      | 0      | 5     |
| Patinage de vitesse sur piste courte | 0      | 2      | 2     |
| Skeleton                             | 3      | 3      | 6     |
| Saut à ski                           | 5      | 4      | 9     |
| Snowboard                            | 7      | 6      | 13    |
| Patinage de vitesse                  | 4      | 5      | 9     |
| Total                                | 97     | 59     | 156   |

## Récompenses

### Médailles
| Sport                   | Discipline                    | Athlète(s) | Performance           | Date       |
| Médailles d'or : 14     |                               | |                       |            |
| Biathlon                | Sprint femmes                 | Laura Dahlmeier | 21 min 6 s 2          | 10 février |
| Biathlon                | Poursuite femmes              | Laura Dahlmeier | 30 min 53 s 3         | 12 février |
| Biathlon                | Sprint hommes                 | Arnd Peiffer | 23 min 38 s 8         | 11 février |
| Saut à ski              | Tremplin normal               | Andreas Wellinger | 259,3 pts             | 10 février |
| Combiné nordique        | Tremplin normal               | Eric Frenzel | 24 min 51 s 4         | 14 février |
| Combiné nordique        | Grand tremplin                | Johannes Rydzek | 23 min 52 s 5         | 20 février |
| Combiné nordique        | Épreuve par équipes           | Vinzenz Geiger Fabian Riessle Eric Frenzel Johannes Rydzek | 46 min 9 s 8          | 22 février |
| Luge                    | Simple femmes                 | Natalie Geisenberger | 3 min 5 s 232         | 13 février |
| Luge                    | Double                        | Tobias Wendl Tobias Arlt | 1 min 31 s 667        | 14 février |
| Luge                    | Relais par équipes            | Natalie Geisenberger Johannes Ludwig Tobias Arlt / Tobias Wendl | 2 min 24 s 517        | 15 février |
| Patinage artistique     | Couples                       | Aljona Savchenko Bruno Massot | 235,90 pts            | 15 février |
| Bobsleigh               | Bob à deux hommes             | Francesco Friedrich Thorsten Margis | 3 min 16 s 86         | 19 février |
| Bobsleigh               | Bob à deux femmes             | Mariama Jamanka Lisa Buckwitz | 3 min 22 s 45         | 21 février |
| Bobsleigh               | Bob à quatre hommes           | Francesco Friedrich Candy Bauer Martin Grothkopp Thorsten Margis | 3 min 15 s 85         | 25 février |
| Médaille d’argent : 10  |                               | |                       |            |
| Saut à ski              | Saut à ski féminin            | Katharina Althaus | 252,6 pts             | 12 février |
| Saut à ski              | Grand tremplin                | Andreas Wellinger | 282,3 pts             | 17 février |
| Saut à ski              | Épreuves par équipes          | Karl Geiger Stephan Leyhe Richard Freitag Andreas Wellinger | 1 075,7 pts           | 19 février |
| Luge                    | Simple femmes                 | Dajana Eitberger | 3 min 5 s 599         | 13 février |
| Skeleton                | Femmes                        | Jacqueline Lölling | 3 min 27 s 73         | 17 février |
| Biathlon                | Départ groupé hommes          | Simon Schempp | 35 min 47 s 3         | 18 février |
| Combiné nordique        | Grand tremplin                | Fabian Riessle | 23 min 52 s 9         | 20 février |
| Snowboard               | Slalom géant parallèle femmes | Selina Jörg | 2e                    | 24 février |
| Bobsleigh               | Bob à quatre hommes           | Nico Walther Kevin Kuske Alexander Rödiger Eric Franke | 3 min 16 s 38         | 25 février |
| Hockey sur glace        | Tournoi masculin              | Sinan Akdağ Danny aus den Birken Daryl Boyle Christian Ehrhoff Yasin Ehliz Dennis Endras Gerrit Fauser Marcel Goc Patrick Hager Frank Hördler Dominik Kahun Marcus Kink Björn Krupp Brooks Macek Frank Mauer Jonas Müller Moritz Müller Marcel Noebels Leonhard Pföderl Timo Pielmeier Matthias Plachta Patrick Reimer Felix Schütz Yannic Seidenberg David Wolf | Défaite en finale 3-4 | 25 février |
| Médailles de bronze : 7 |                               | |                       |            |
| Biathlon                | Poursuite hommes              | Benedikt Doll | 33 min 6 s 8          | 12 février |
| Biathlon                | Individuel femmes             | Laura Dahlmeier | 41 min 48 s 4         | 15 février |
| Biathlon                | Relais hommes                 | Erik Lesser Benedikt Doll Arnd Peiffer Simon Schempp | 1 h 17 min 23 s 6     | 23 février |
| Luge                    | Simple hommes                 | Johannes Ludwig | 3 min 10 s 962        | 11 février |
| Luge                    | Double                        | Toni Eggert Sascha Benecken | 1 min 31 s 987        | 14 février |
| Combiné nordique        | Grand tremplin                | Eric Frenzel | 23 min 53 s 3         | 20 février |
| Snowboard               | Slalom géant parallèle femmes | Ramona Theresia Hofmeister | 3e                    | 24 février |

| Sport               | Médaille d'or, Jeux olympiques | Médaille d'argent, Jeux olympiques | Médaille de bronze, Jeux olympiques | Total |
| ------------------- | ------------------------------ | ---------------------------------- | ----------------------------------- | ----- |
| Biathlon            | 3                              | 1                                  | 3                                   | 7     |
| Luge                | 3                              | 1                                  | 2                                   | 6     |
| Combiné nordique    | 3                              | 1                                  | 1                                   | 5     |
| Bobsleigh           | 3                              | 1                                  | 0                                   | 4     |
| Saut à ski          | 1                              | 3                                  | 0                                   | 4     |
| Patinage artistique | 1                              | 0                                  | 0                                   | 1     |
| Snowboard           | 0                              | 1                                  | 1                                   | 2     |
| Hockey sur glace    | 0                              | 1                                  | 0                                   | 1     |
| Skeleton            | 0                              | 1                                  | 0                                   | 1     |

| Jour     | Date       | Médaille d'or, Jeux olympiques | Médaille d'argent, Jeux olympiques | Médaille de bronze, Jeux olympiques | Total |
| -------- | ---------- | ------------------------------ | ---------------------------------- | ----------------------------------- | ----- |
| 1er jour | 8 février  | —                              | —                                  | —                                   | —     |
| 2e jour  | 9 février  | —                              | —                                  | —                                   | —     |
| 3e jour  | 10 février | 2                              | 0                                  | 0                                   | 2     |
| 4e jour  | 11 février | 1                              | 0                                  | 1                                   | 2     |
| 5e jour  | 12 février | 1                              | 1                                  | 1                                   | 3     |
| 6e jour  | 13 février | 1                              | 1                                  | 0                                   | 2     |
| 7e jour  | 14 février | 2                              | 0                                  | 1                                   | 3     |
| 8e jour  | 15 février | 2                              | 0                                  | 1                                   | 3     |
| 9e jour  | 16 février | 0                              | 0                                  | 0                                   | 0     |
| 10e jour | 17 février | 0                              | 2                                  | 0                                   | 2     |
| 11e jour | 18 février | 0                              | 1                                  | 0                                   | 1     |
| 12e jour | 19 février | 1                              | 1                                  | 0                                   | 2     |
| 13e jour | 20 février | 1                              | 1                                  | 1                                   | 3     |
| 14e jour | 21 février | 1                              | 0                                  | 0                                   | 1     |
| 15e jour | 22 février | 1                              | 0                                  | 0                                   | 1     |
| 16e jour | 23 février | 0                              | 0                                  | 1                                   | 1     |
| 17e jour | 24 février | 0                              | 1                                  | 1                                   | 2     |
| 18e jour | 25 février | 1                              | 2                                  | 0                                   | 3     |
| Total    | Total      | 14                             | 10                                 | 7                                   | 31    |